# تپه گله ده ۱
تپه گله ده ۱ مربوط به دوره هخامنشی -قرون اولیه دوران‌های تاریخی پس از اسلام است و در شهرستان تاکستان، روستای متروکه گله ده واقع شده و این اثر در تاریخ ۳ بهمن ۱۳۷۹ با شمارهٔ ثبت ۳۰۱۰ به‌عنوان یکی از آثار ملی ایران به ثبت رسیده است.